# KBS Noticias 9
KBS Noticias 9 (hangul: KBS 뉴스 9) es un informativo de televisión de Corea del Sur, es emitido por KBS 1TV, KBS NEWS 24 desde el 6 de julio de 1964, diariamente a las 19:55 (KST).

## Historia
El informativo, comenzó el 6 de julio de 1964 inicialmente como «KBS 뉴스 9», a las 22:00 horas, posteriormente en 1976 fue renombrado «KBS Noticias 9», así mismo el horario se adelantó a las 21:00 horas.
El 14 de diciembre de 1980, utilizó como tema principal la canción «La consagración de la primavera» del compositor ruso Ígor Stravinsky, posteriormente un día después se comenzó a usar la canción «Júpiter» de Isao Tomita y se volvió a renombrar como «KBS Noticias 9».
El 5 de noviembre de 2012, el horario de emisión fue movido a las 19:55, dejándolo como el noticiero que comienza más temprano, cinco minutos antes que SBS Noticias 8 y JTBC Newsroom que se inician a las 20:00, mientras que KBS Noticias 9, comienza a las 21:00.
Desde el 8 de agosto de 2014, debido a que Munhwa Broadcasting Corporation, cambió su centro de televisión a Sangam, MBC Newsdesk cambio radicalmente, dejando de usar su cabecera musical usada durante 13 años y que solamente fue levemente modificada en 2012, así mismo se hizo un cambio en la escenografía y gráficas.

## Emisión internacional
- Canadá: All TV.
- Estados Unidos: KBS America.
- Japón: KNTV.[4]